# Ndeye Fatou Thiam
Pour les articles homonymes, voir Thiam.
Ndeye Fatou Thiam, née le 5 septembre 1989, est une escrimeuse sénégalaise.

## Carrière
Ndeye Fatou Thiam est médaillée de bronze en sabre individuel et en sabre par équipes aux Jeux africains de 2015.